# Mausoleul mitropolitului Andrei Șaguna
Mausoleul mitropolitului Andrei Șaguna este un monument istoric aflat pe teritoriul satului Rășinari, comuna Rășinari, județul Sibiu.

## Istoric și trăsături
Cu doi ani înainte de trecerea la cele veșnice, Andrei Șaguna lăsa prin testamentul său de la 1 august 1871 o sumă de bani (patru mii de florini) pentru cripta sa de la Rășinari care urma să fie așezată lângă biserica „Sfânta Treime”, un lăcaș de cult îndrăgit de ierarh, unde slujea adesea în calitate de mitropolit al Ardealului, în lipsa unei catedrale în Sibiu: „Lasu bisericei nóstre celei mari din opidulu Resinari patru mii florini v.a. în obligatiuni de statu pentru facerea și conservarea criptei mele, care legatu si la acelu casu sa-lu capete, cându a-și zidí eu in viétia mea crip’ta mea”.
Mausoleul aflat deasupra mormântului a fost ridicat în anul 1877. E din piatră cioplită, înfrumusețat cu doi lei și cu un bust al mitropolitului Șaguna. Pe frontispiciu are inscripția: „Arhiepiscopului și Mitropolitului Marelui Andreiu, născut în 20 Decemvrie 1808, mort în 16 iunie 1873. Arhidieceza în etern recunoscătoare”.
Bustul sculptat în marmură, opera sculptorului Frederic Storck din București, a fost dezvelit, la 4 octombrie 1909, când se sărbătorea centenarul nașterii Sfântului Ierarh Andrei Șaguna. Bustul este așezat pe un piedestal realizat de pietrarul Rubisch din Sibiu.
Monumentul a fost finanțat în urma unei colecte realizate în eparhie, conform hotărârii adoptate de plenul consistorial de la Sibiu din 6 iulie 1898. Colecta a durat mai mulți ani, în arhivele Arhiepiscopiei Sibiului se păstrează toate documentele, cu listele donatorilor, pe protopopiate și contractul cu sculptorul Frederic Storck. Sfințirea a fost făcută de mitropolitul Ioan Mețianu, episcopul Ioan I. Papp al Aradului și un sobor de preoți.
Conform monografiei bisericii „Sfânta Treime” din Rășinari, primul cimitir din sat a fost în jurul bisericii „Sfânta Cuvioasǎ Parascheva”. Odată cu regularizarea pieței comunale, cimitirul a fost mutat pe dealul „Copăcele”, unde se află biserica „Sfânta Treime”. Pe dealul „Copăcele” se află, pe lângă mausoleul Sfântului Andrei Șaguna, mormintele altor mari personalități din istoria românilor din Transilvania: episcopul [Vasile Stan al Maramureșului; familia Barcianu, care a dat șapte generații de preoți, protopopi și profesori; familia preotului Ioan Bratu, din care se năștea poetul Octavian Goga; familia Cioranilor cu protopopul Emilian, tatǎl filozofului Emil Cioran, Eugen Brote, traducătorul și difuzorul Memorandumului Transilvaniei din 1892 adresat împăratului austro-ungar Franz Joseph pentru a revendica drepturile românilor din Ardeal.

## Imagini

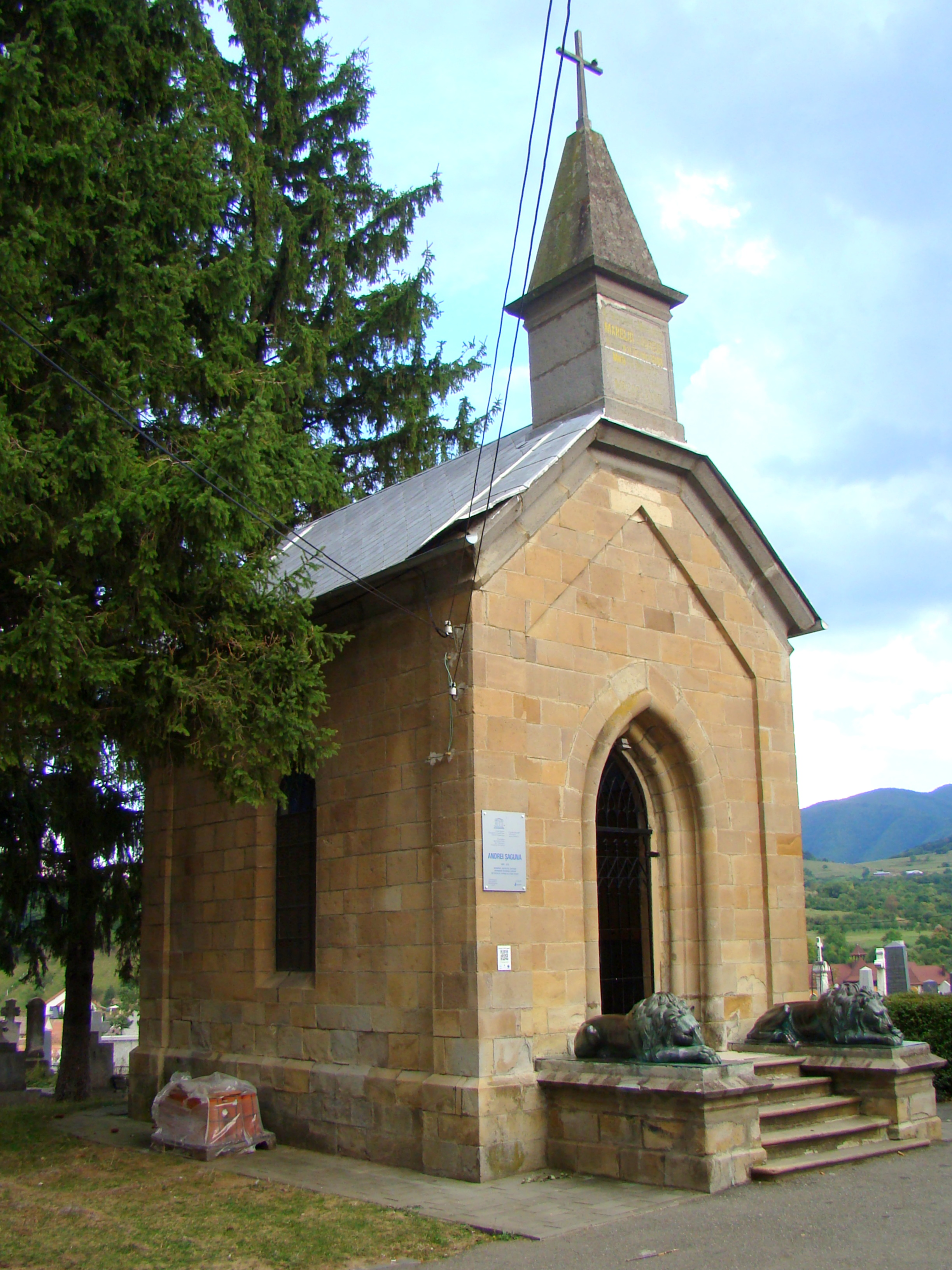
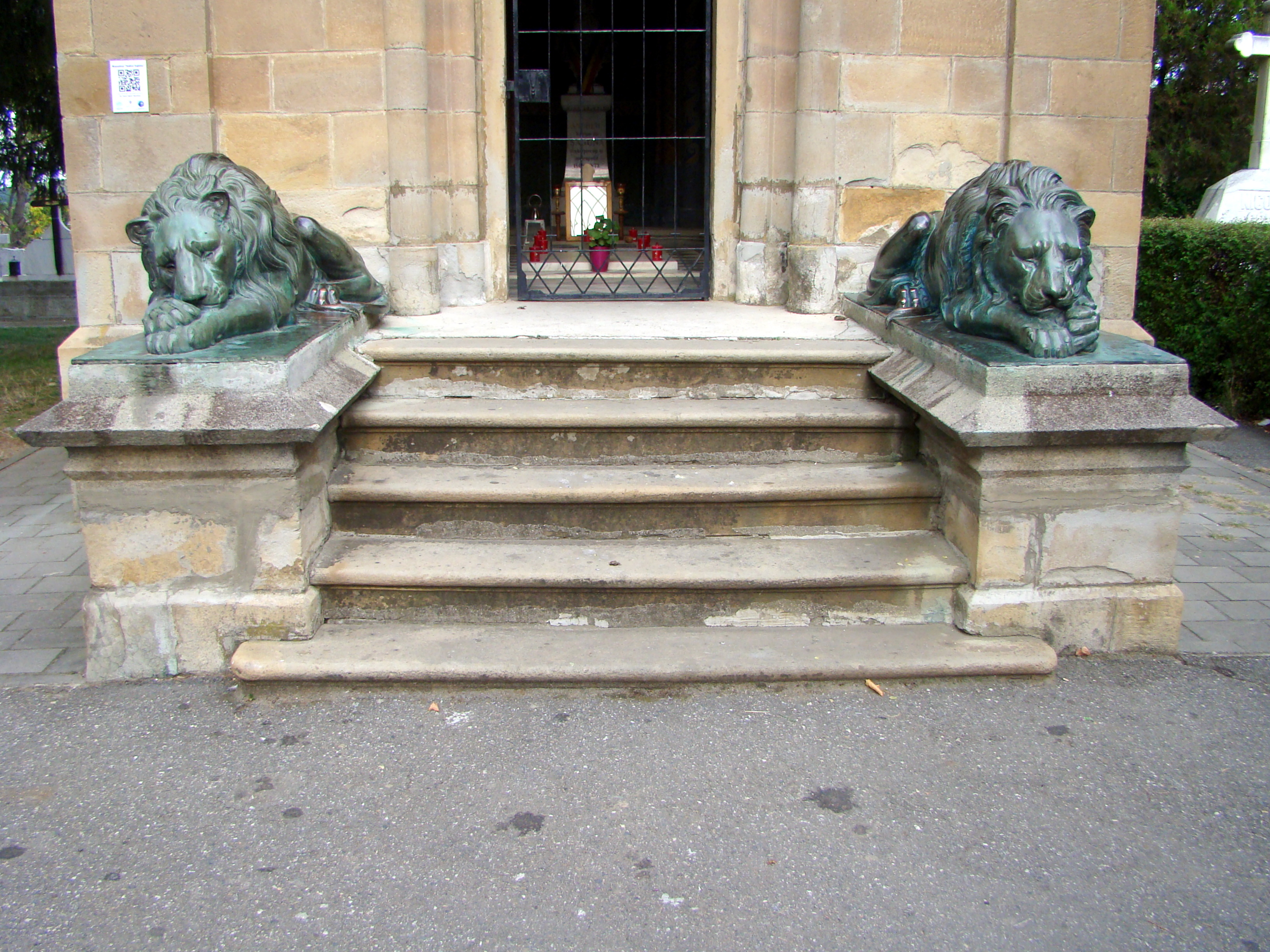
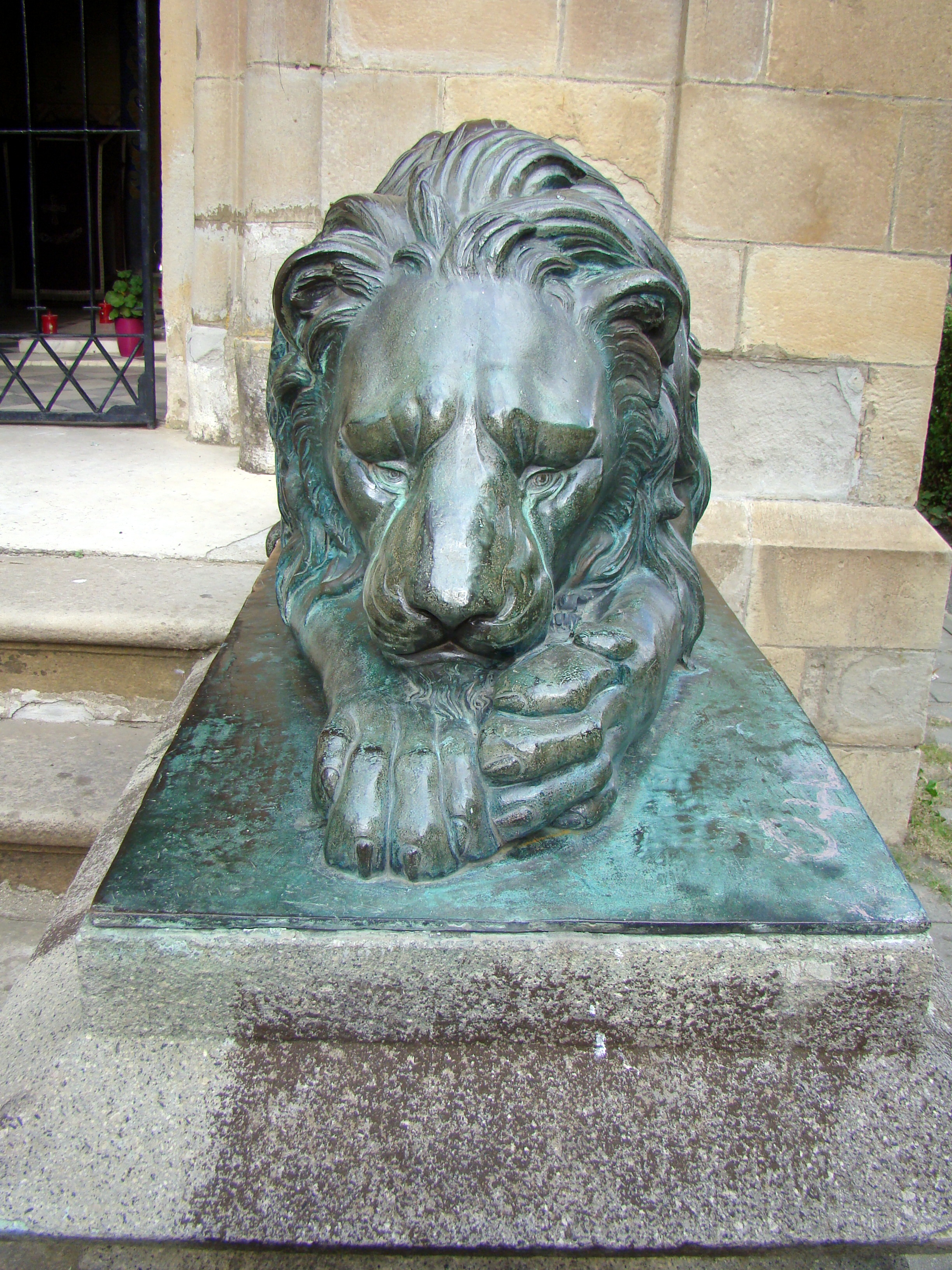
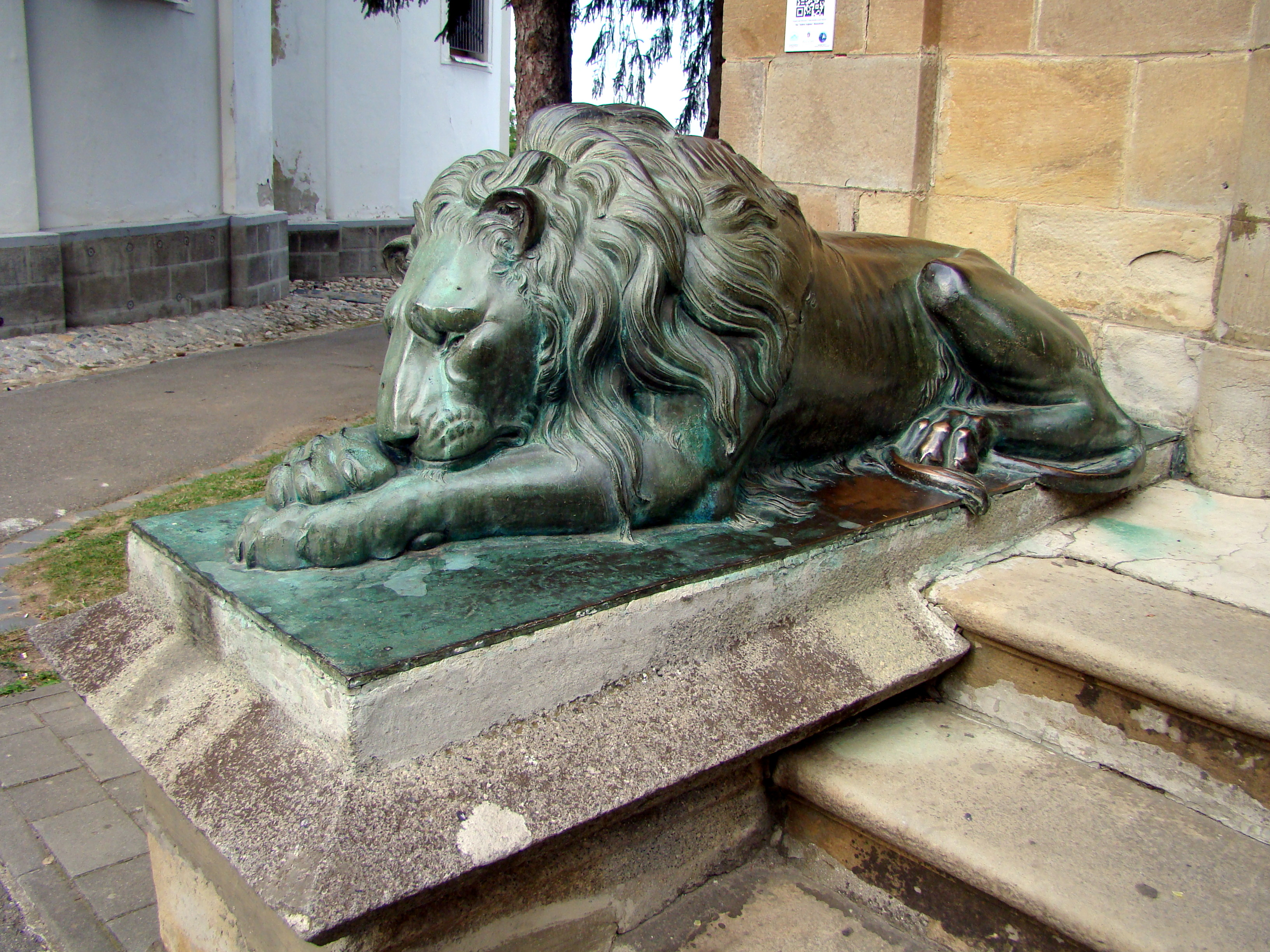
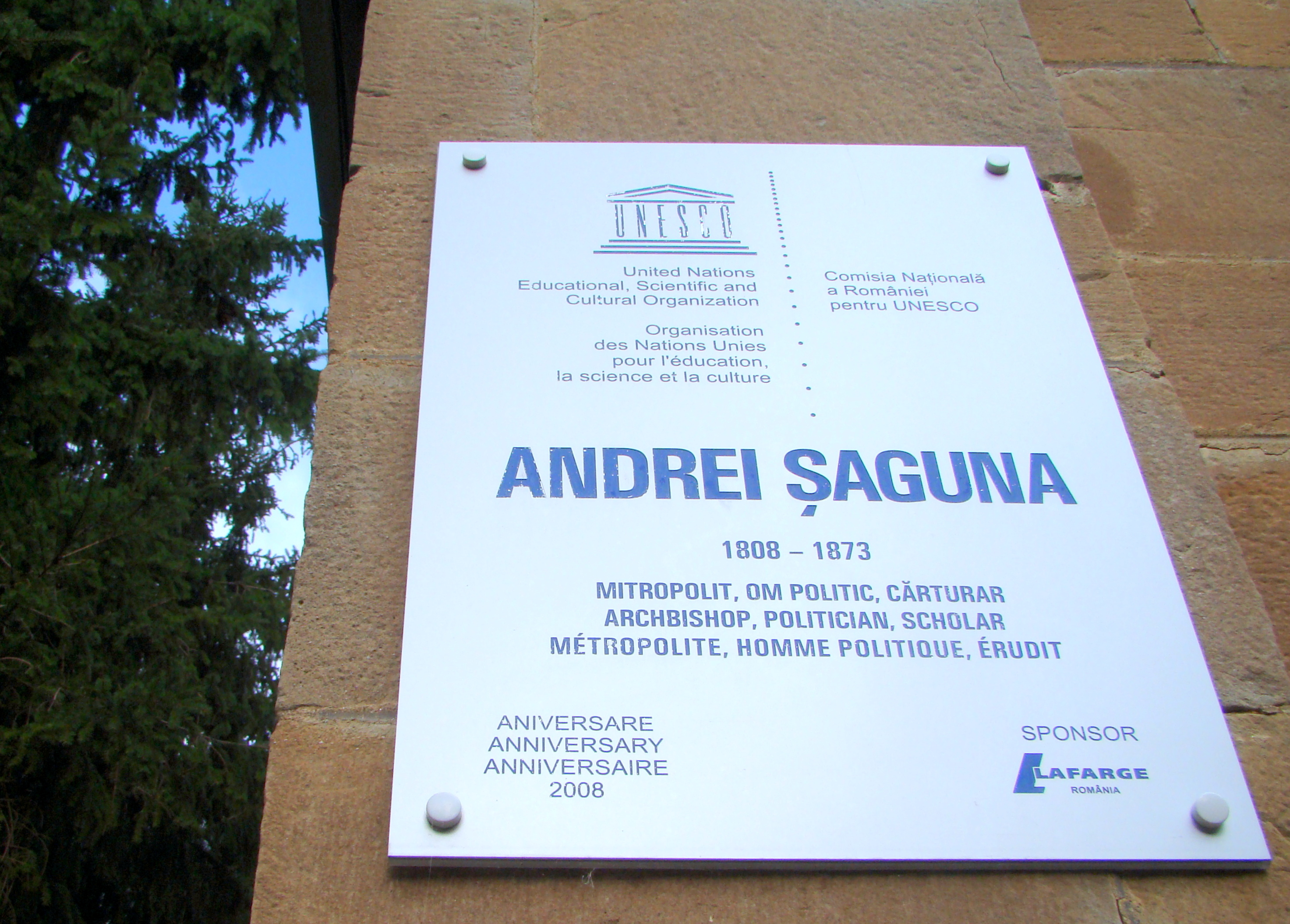
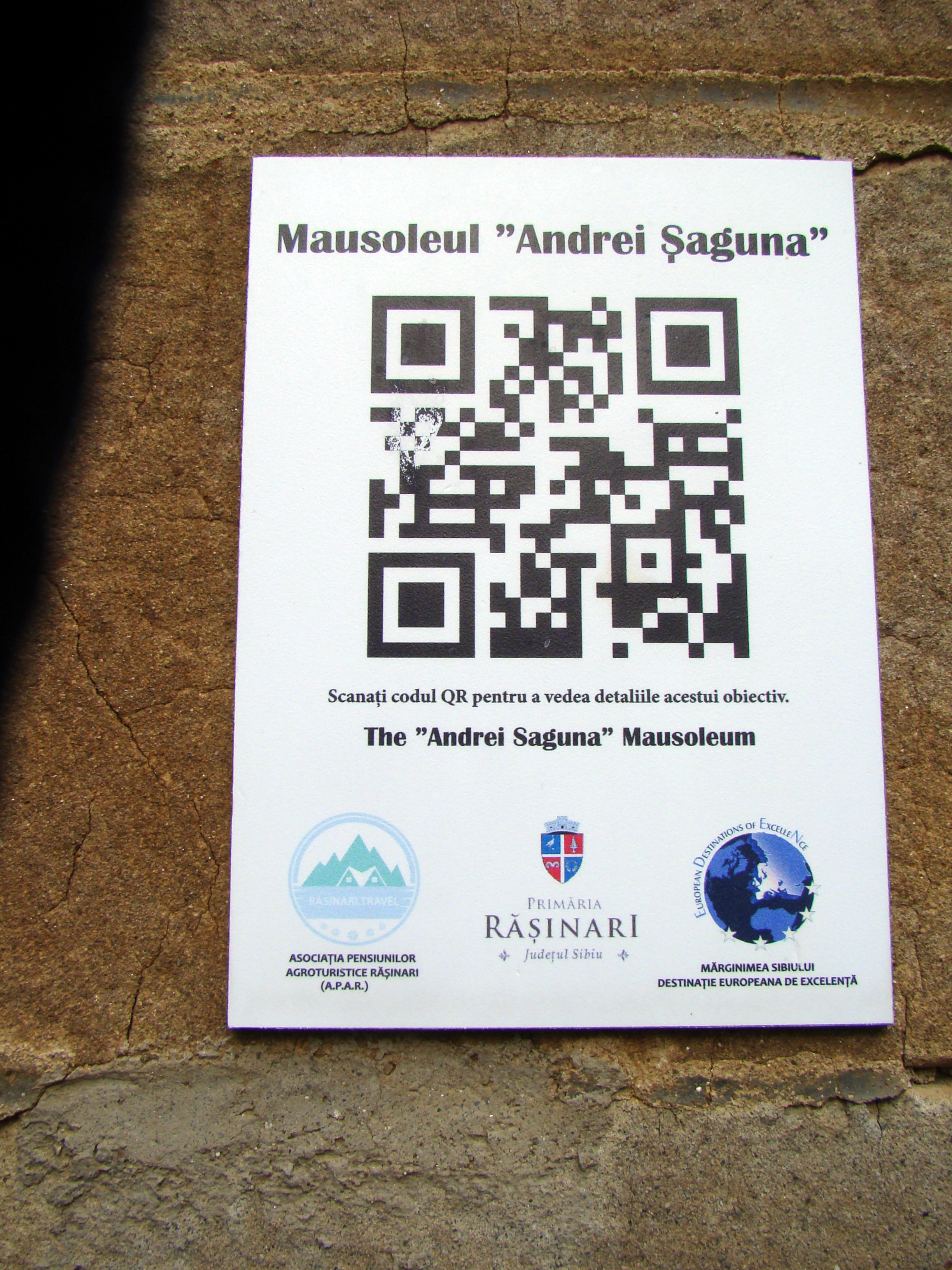
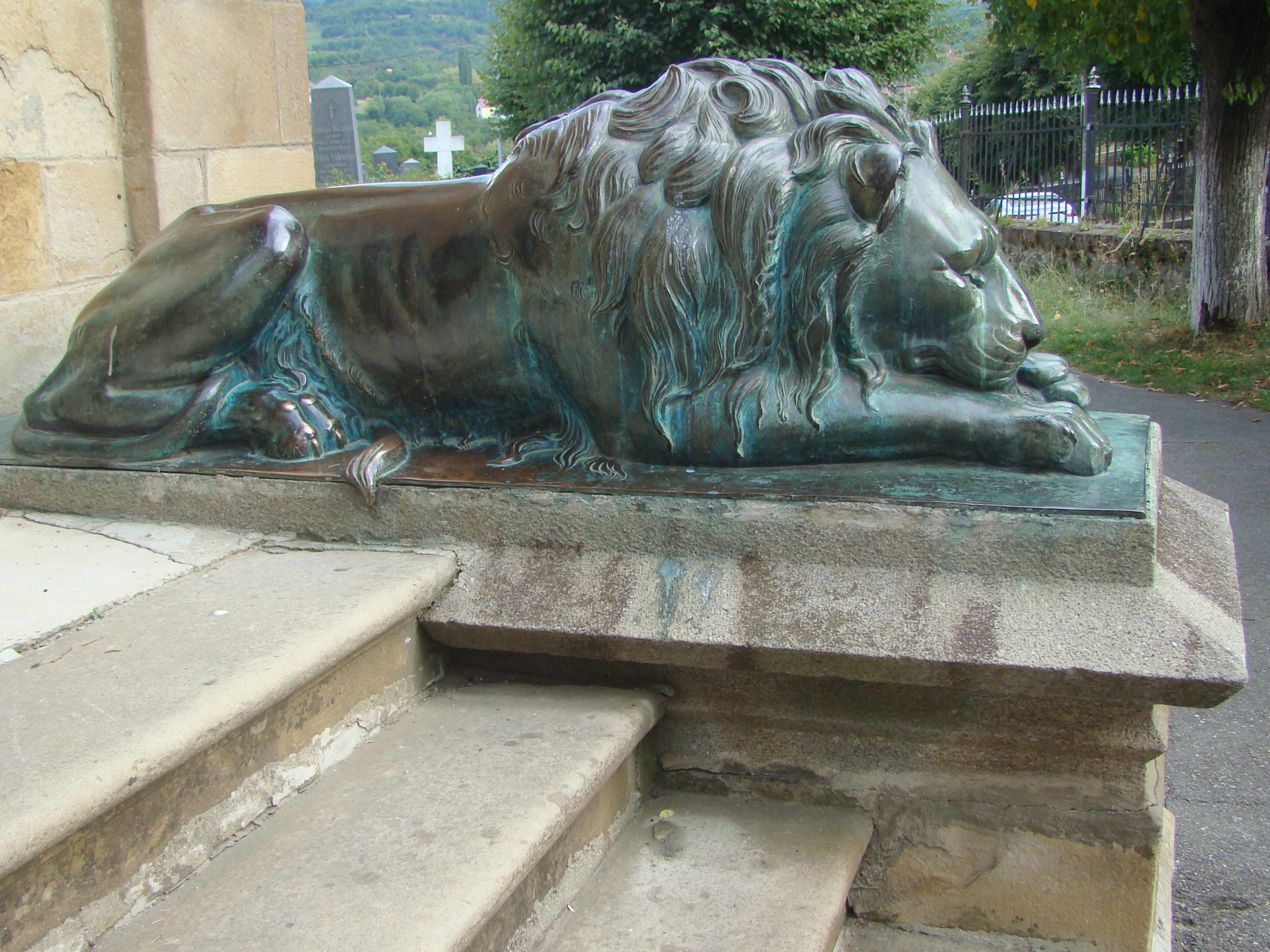
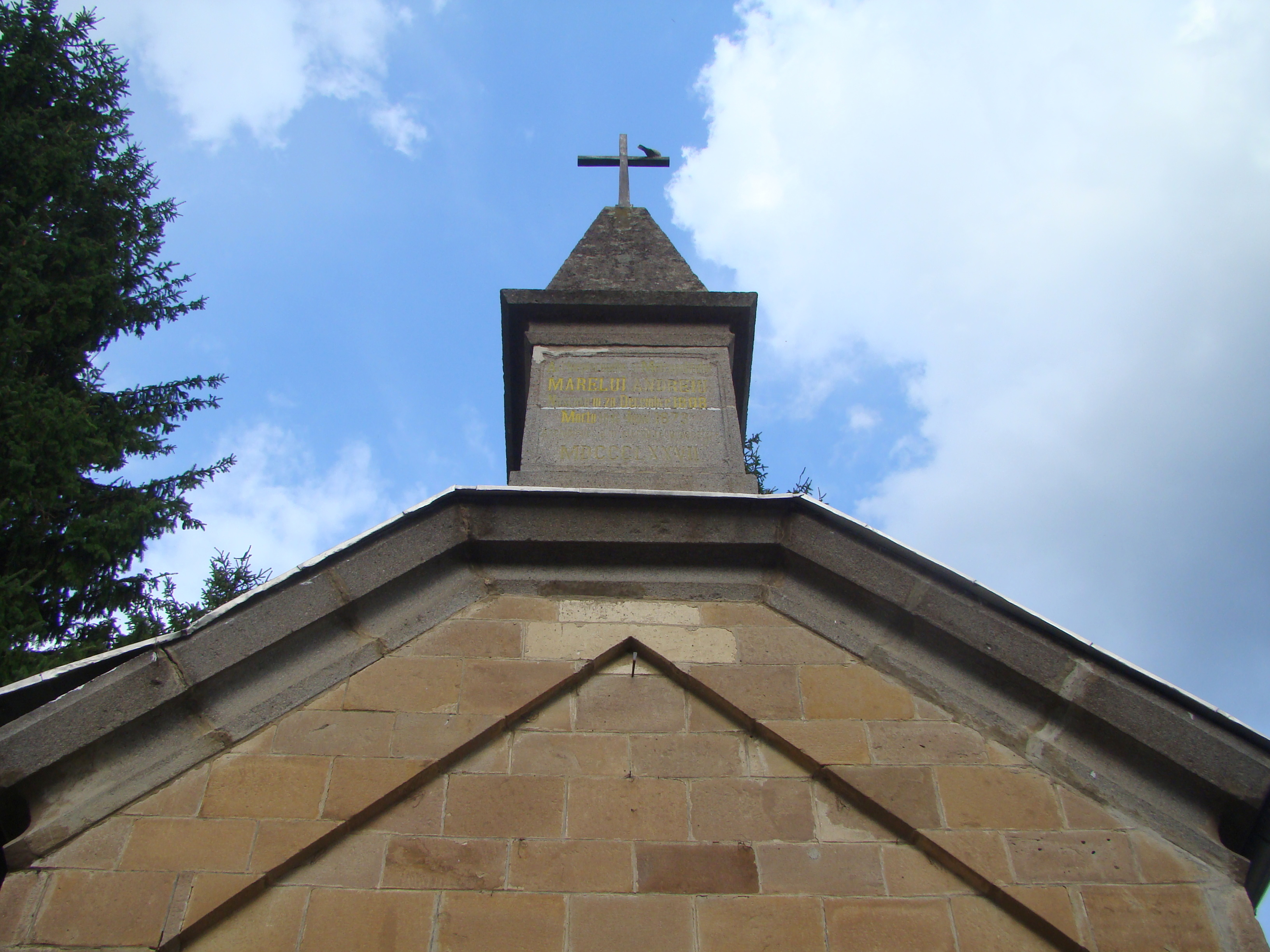
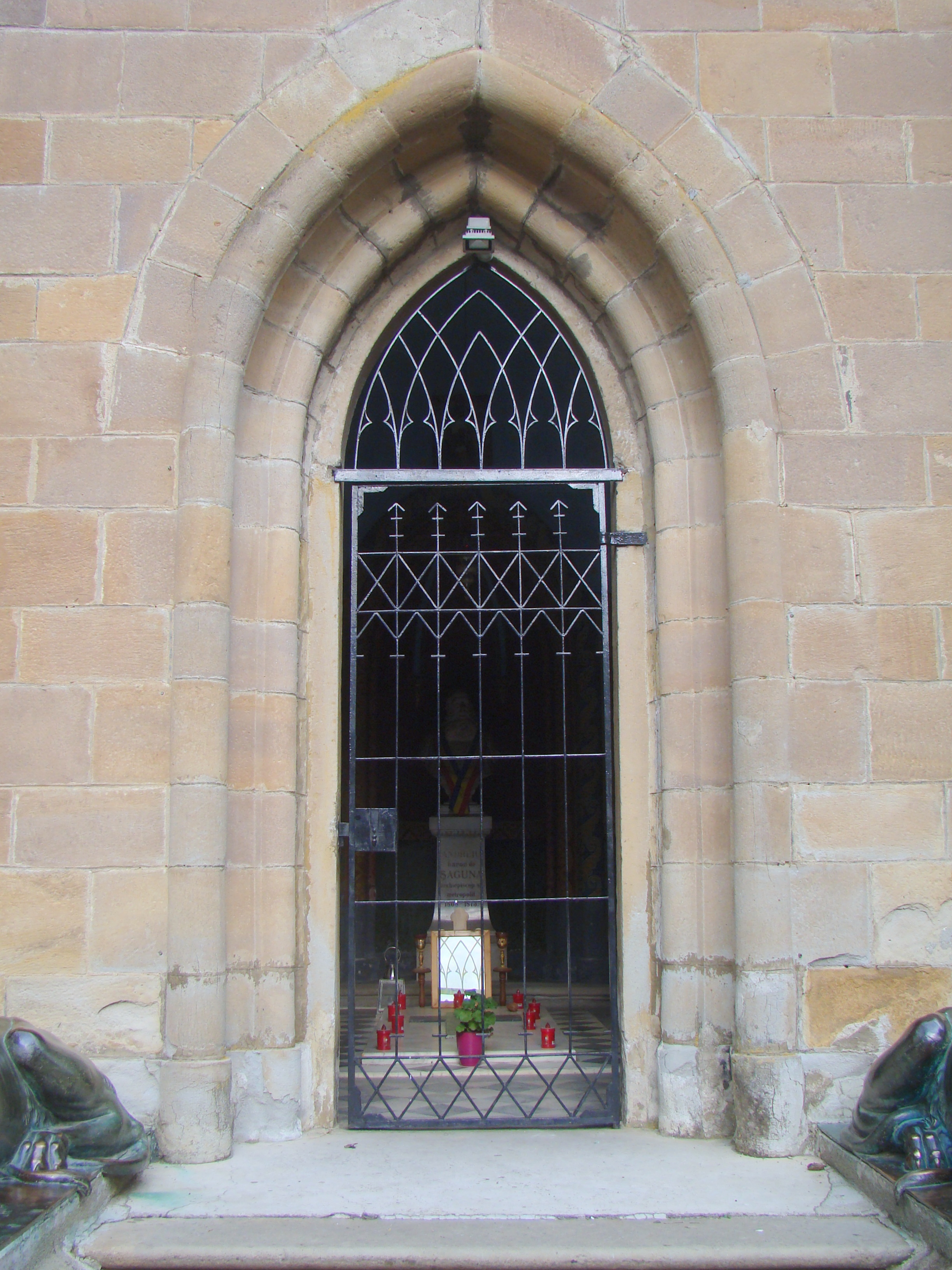
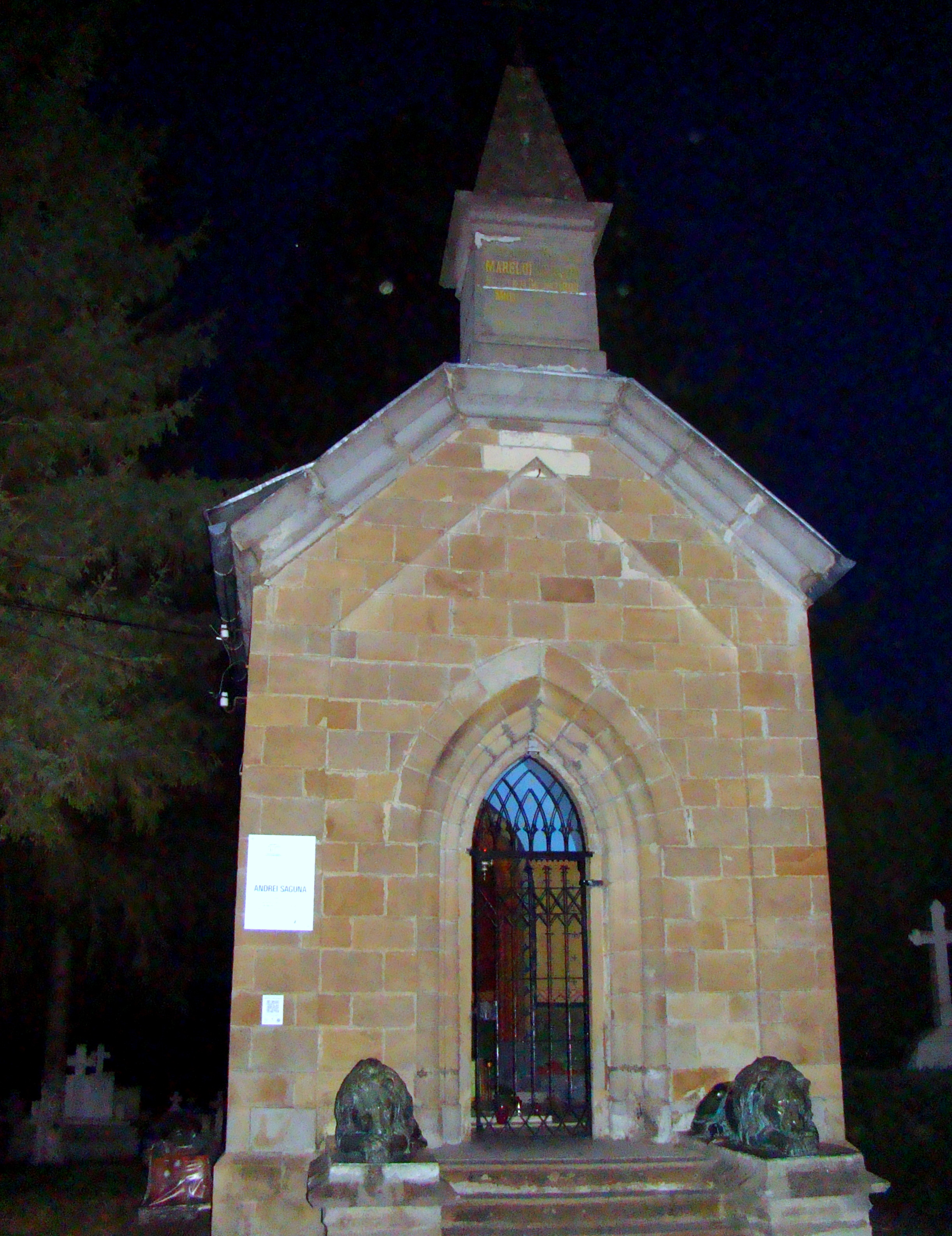
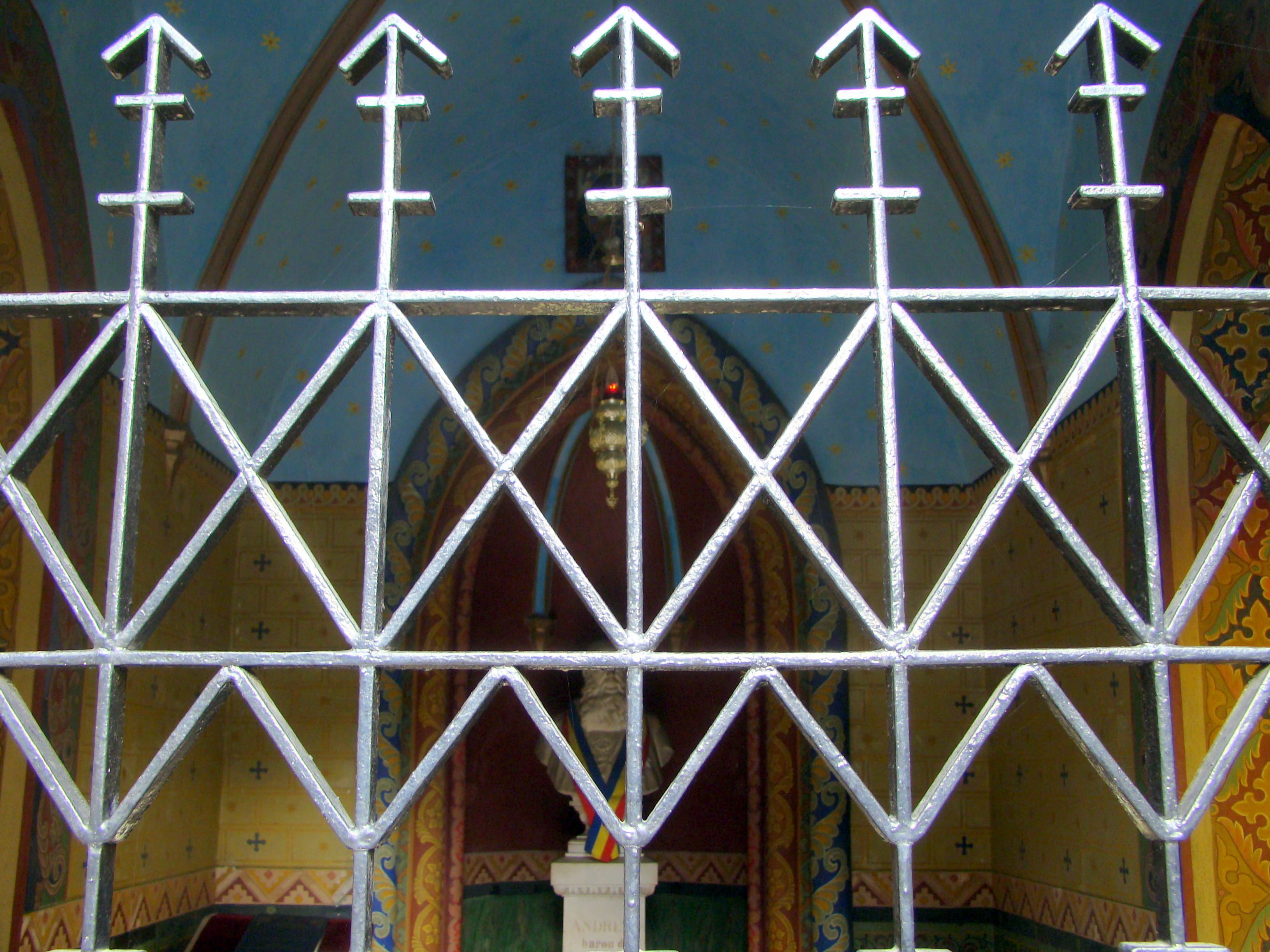
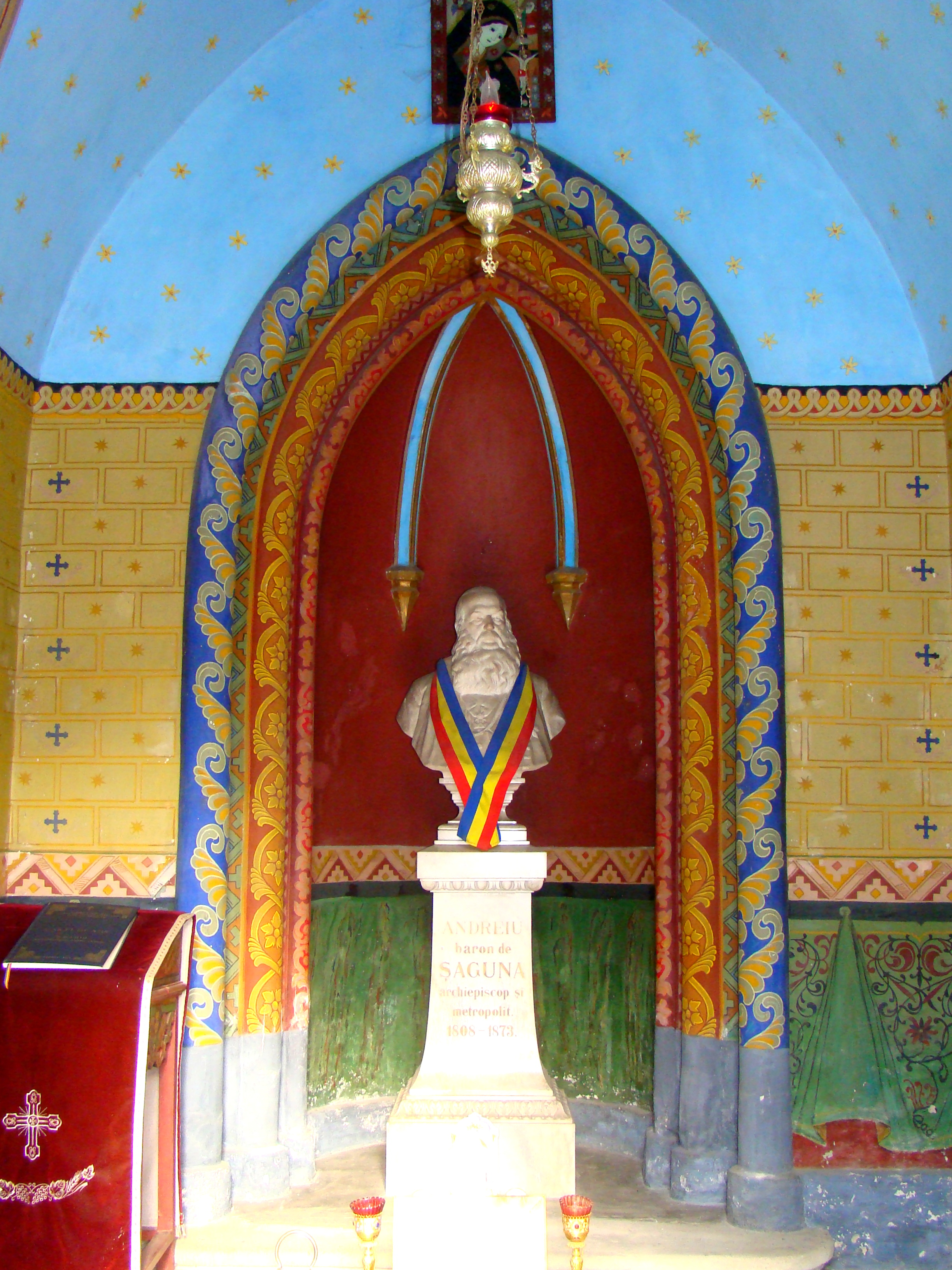
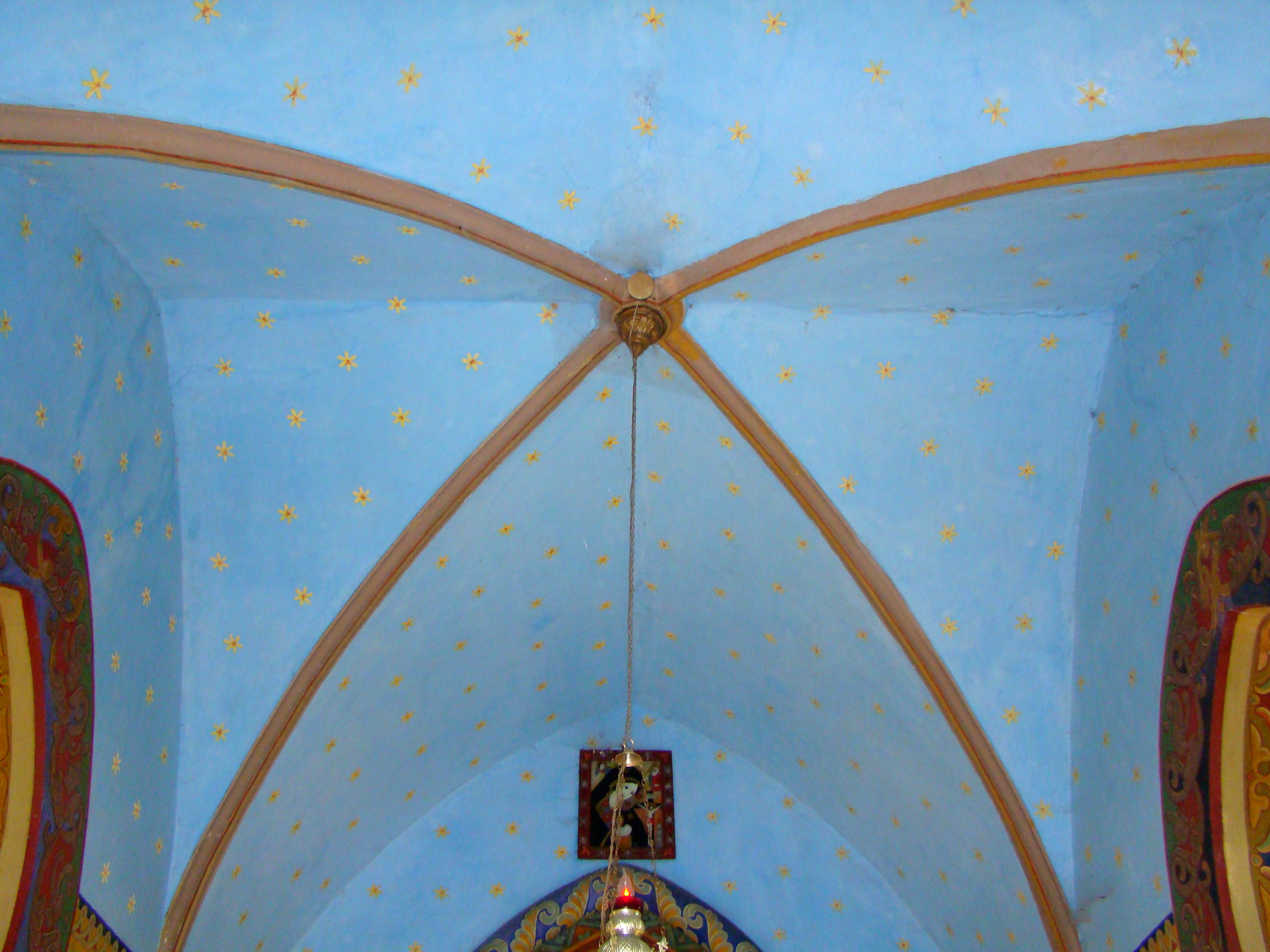
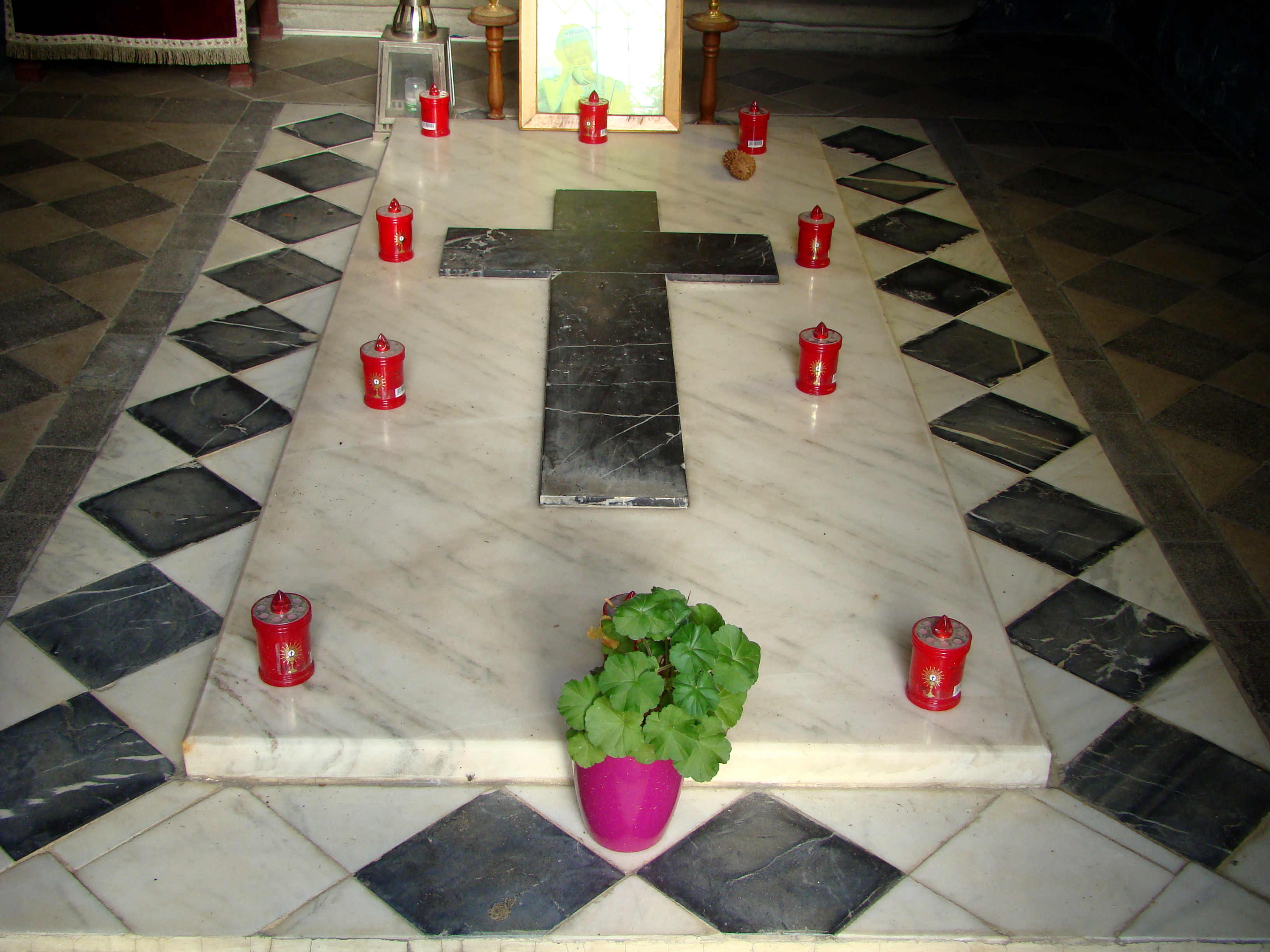
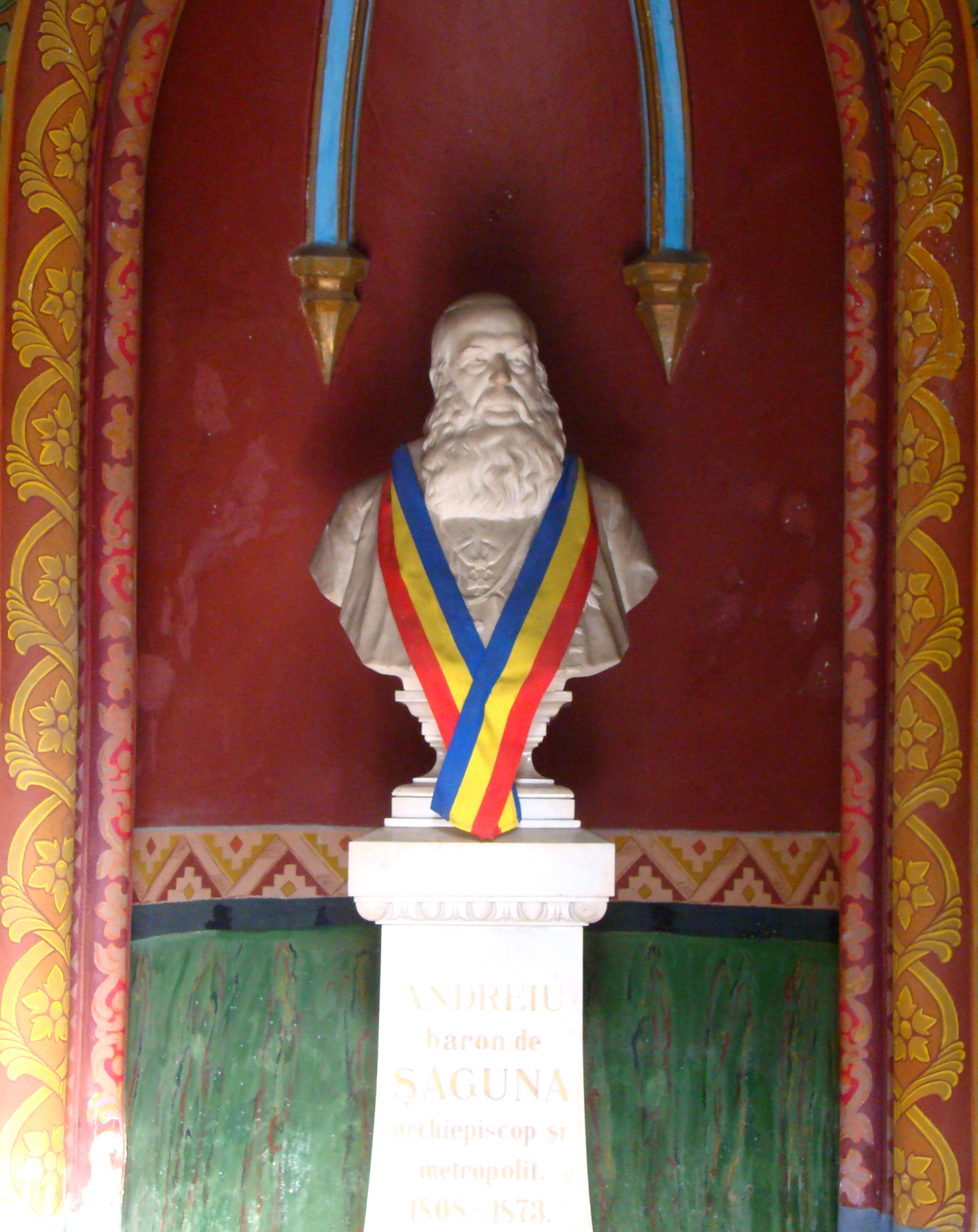
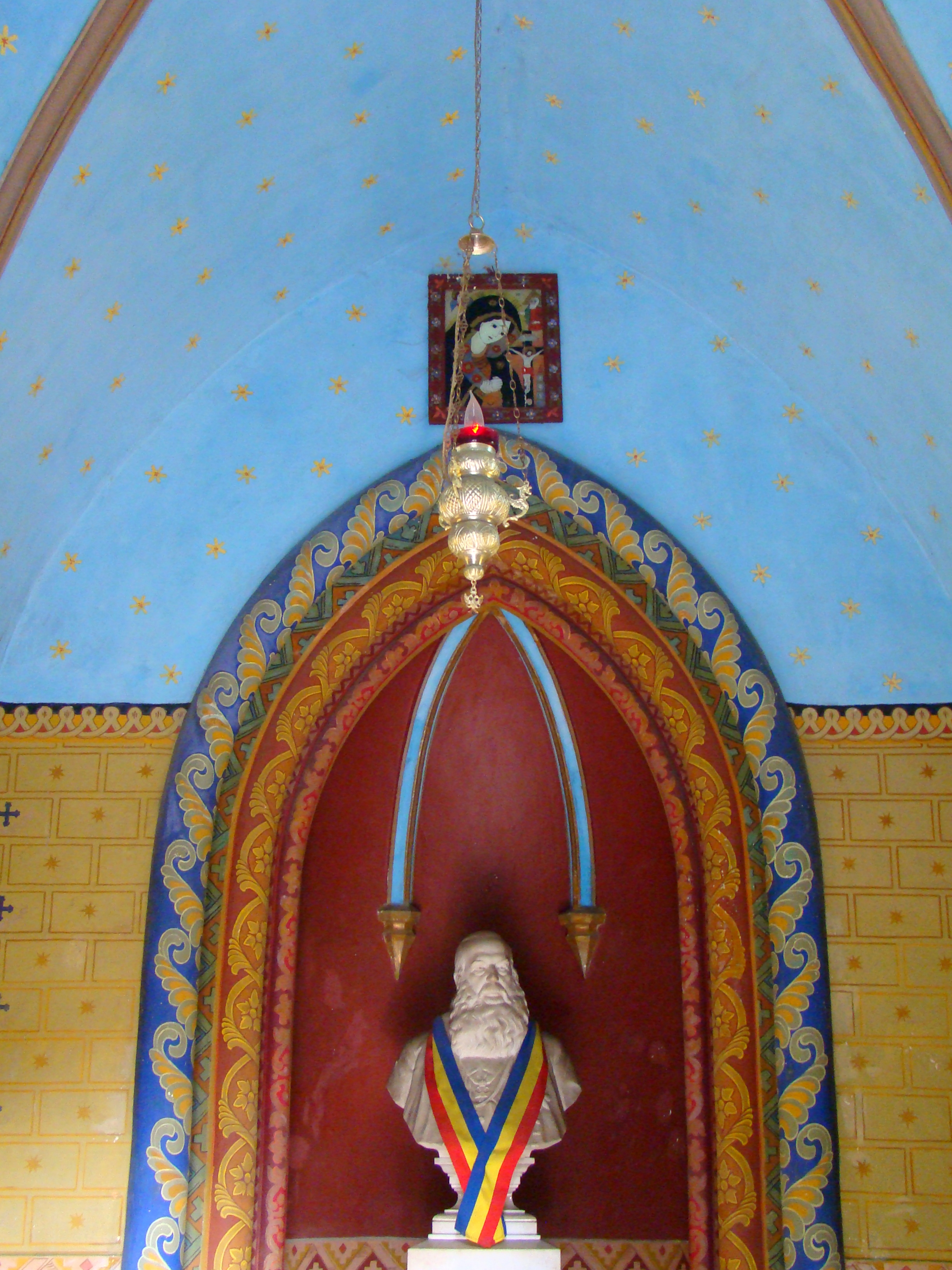
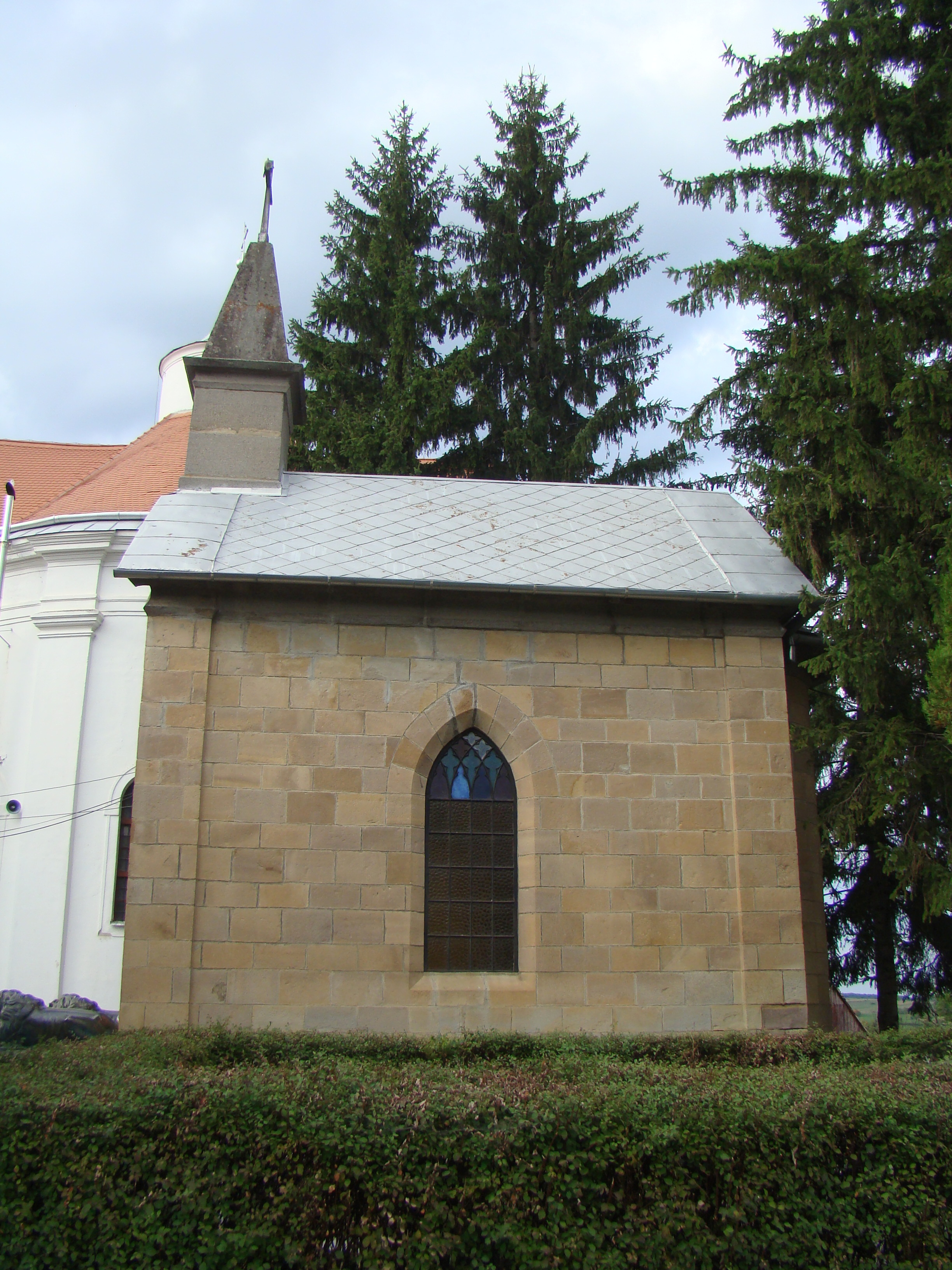
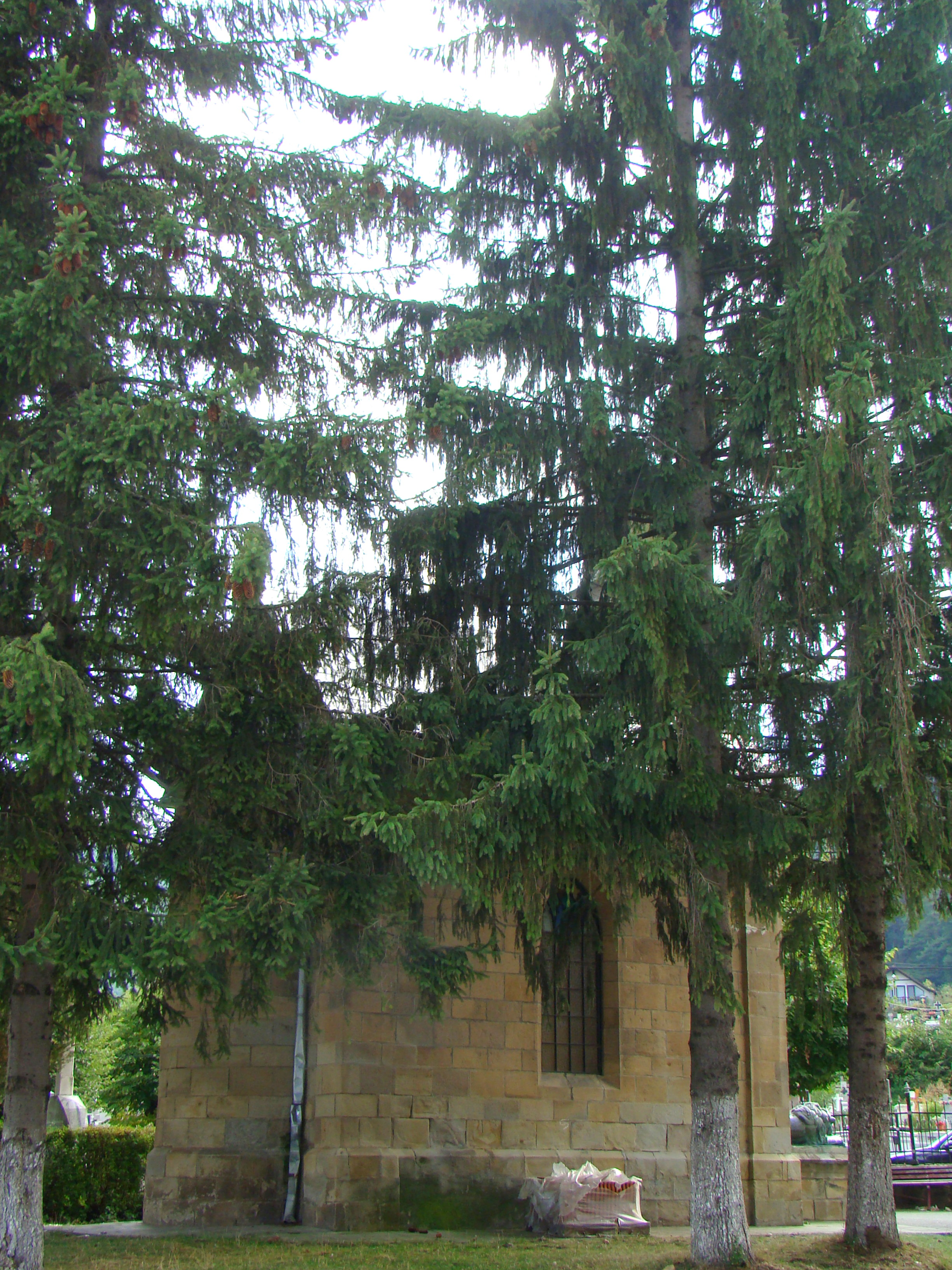
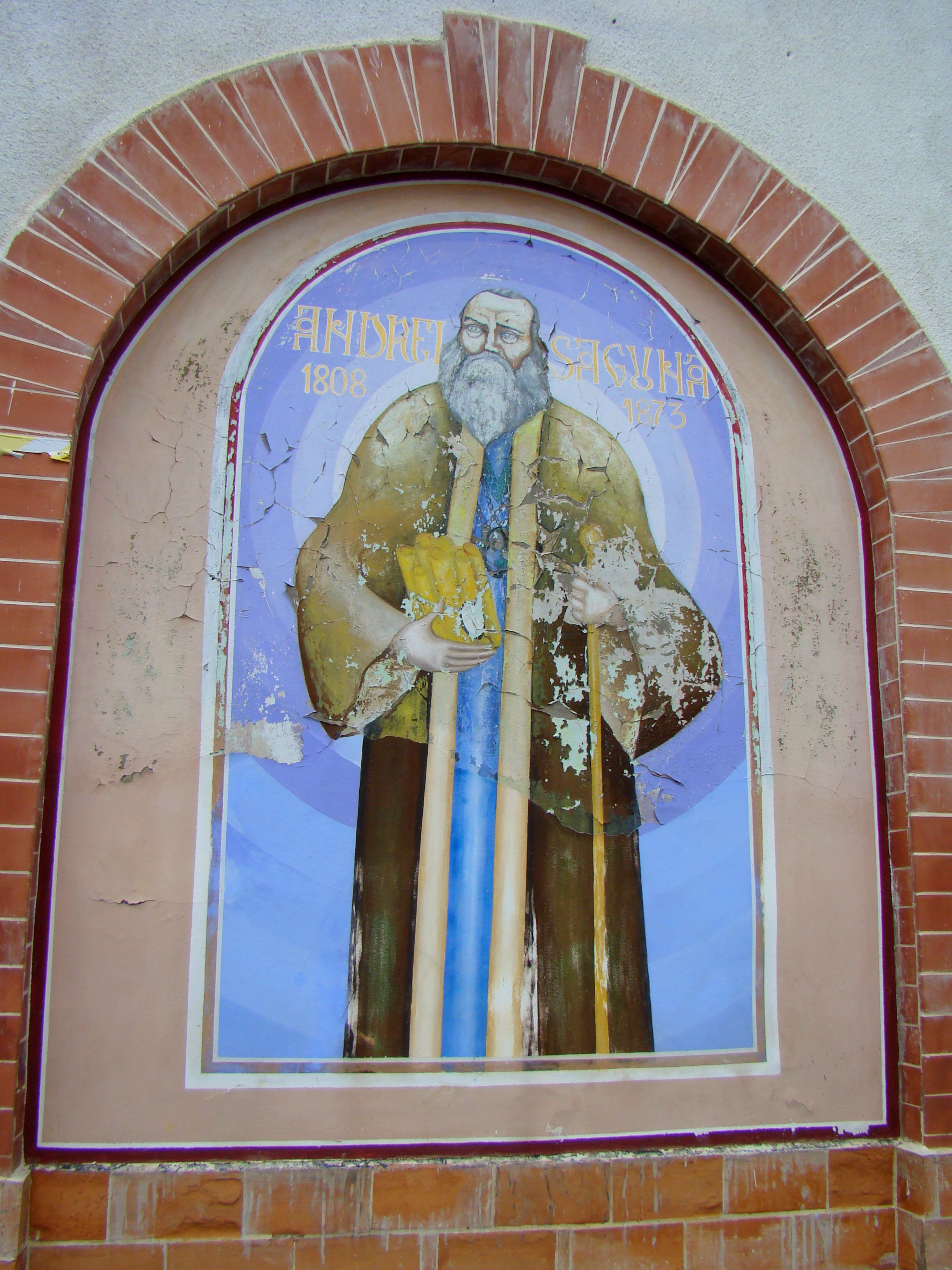

## Vezi și
- Andrei Șaguna
- Rășinari, Sibiu